# Vulcanismo secundário
Vulcanismo secundário, ou fenómenos paravulcânicos, são os fenómenos geológicos activos indirectamente ligados ao vulcanismo e à actividade vulcânica. A maior parte destes fenómenos são de origem geotérmica, como os geysers, as nascentes termais, as caldeiras de lama quente, as fumarolas, as sulfataras e as mofetas. Outros fenómenos, como o criovulcanismo, apesar de não ser um verdadeiro vulcanismo, é por vezes considerado entre os fenómenos paravulcânicos.

## Fumarolas

Fumarola no vulcão Vulcano na Sicília

Fumarolas são aberturas na superfície da Terra por onde gases vulcânicos e vapor são emitidos. Dióxido de carbono,  ácido clorídrico, dióxido sulfúrico e sulfeto de hidrogénio são normalmente emitidos diretamente do magma. Costumam estar presentes em vulcões ativos durante períodos de relativa calma entre erupções. Têm também muito em comum com nascentes termais e géisers, podendo se transformar nas primeiras em áreas onde o lençol freático se aproxime da superfície. geralmente esses géiseres têm uma temperatura de 900 graus celsius.

### Mofetas
Mofetas são fumarolas que emitem compostos enriquecidos em dióxido de carbono gasoso a cerca de 100º C.

### Sulfataras
Sulfataras são fumarolas que emitem compostos enriquecidos em enxofre (gasosos), a temperaturas entre 100ºC e 300ºC.

## Géiseres

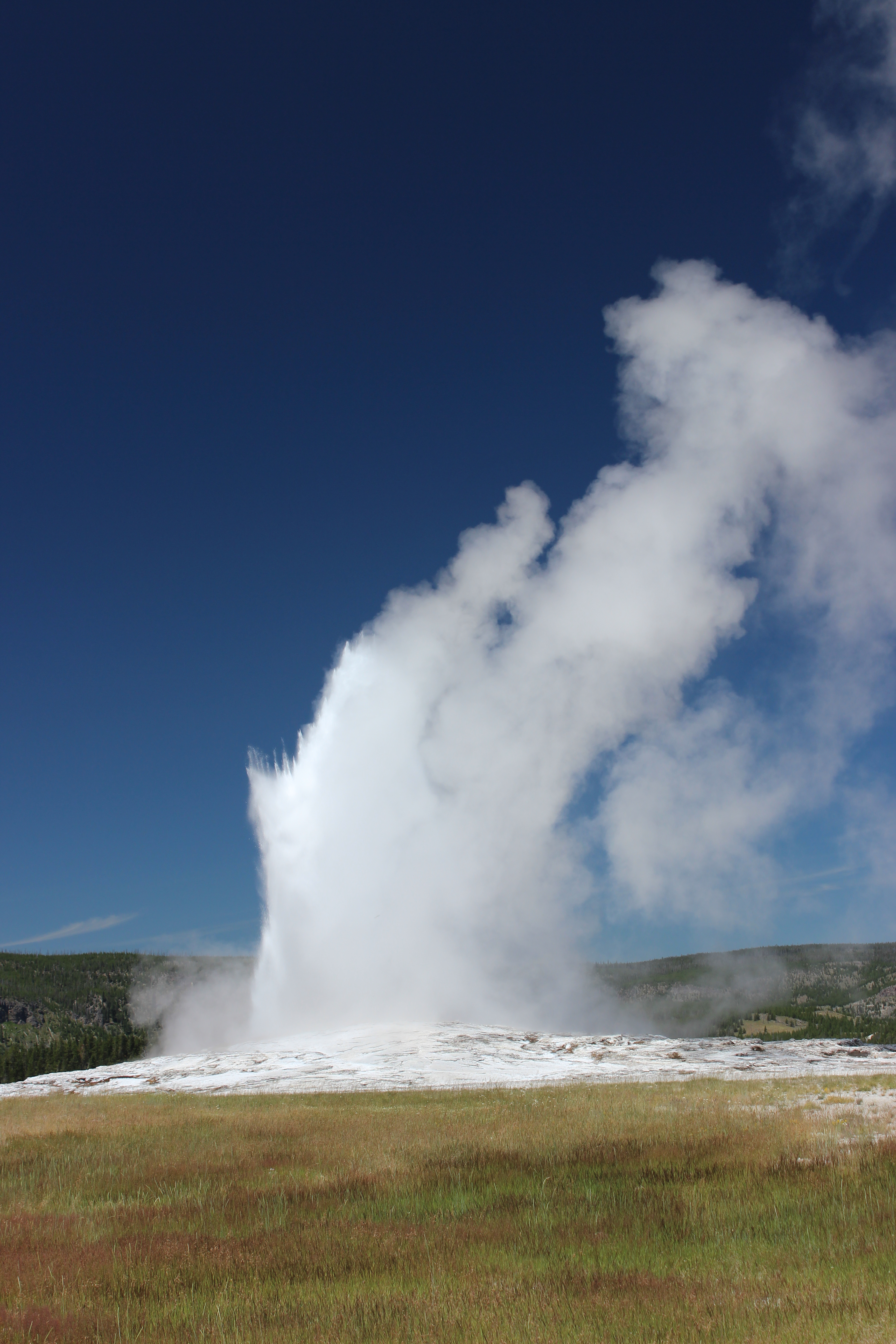
Géiser Old Faithful no Parque Nacional de Yellowstone

Géiseres são aberturas no solo terrestre por onde água quente e vapor são periodicamente ejetados. Alguns géiseres têm erupções que libertam milhares de litros de água ferver até cerca de 100 metros de altura.
Para existirem géiseres é preciso que haja rochas quentes debaixo de terra, uma ampla fonte de água, uma reserva de água abaixo do soo e fissuras para entregar água à superfície. Tem uma temperatura de 90 grau celsius.
Um dos géiseres mais famosos do mundo é o Old Faithful Geyser, literalmente o Géiser velho fiel, situado no Parque Yellowstone, nos Estados Unidos, que rebenta com uma regularidade extraordinária a cada 65 minutos. 

## Nascentes termais
Nascentes termais são descargas naturais de água subterrânea rica em sais minerais com uma elevada temperatura. A maioria das nascentes termais resulta da subida de água subterrânea que passou perto ou por rochas magmáticas recentemente formadas.

## Vulcanismo secundário em Portugal
Existe em Portugal vulcanismo secundário, especialmente no Arquipélago dos Açores, onde para além de nascentes termais existem também fumarolas (muito comuns) e géisers.

## Benefícios do vulcanismo secundário
O calor geotérmico pode ser usado para fins terapêuticos e energéticos. No uso terapêutico aproveita-se as propriedades químicas da água e a sua temperatura à superfície, quer para ser ingerida ou para banhos (termas). No uso energético usa-se o calor emanado para produzir energia elétrica ou para aquecimento industrial.